# Championnat des îles Féroé de football 1983
Navigation
1. Deild 1982 1. Deild 1984
La saison 1983 du Championnat des îles Féroé de football était la 42e édition de la première division féroïenne à poule unique, la 1. Deild. Les huit meilleurs clubs du pays jouent les uns contre les autres à deux reprises durant la saison, à domicile et à l'extérieur.
En fin de saison, le dernier du classement est relégué et remplacé par le champion de 2. Deild.
Le club du GI Gota met fin à l'hégémonie du HB Torshavn en remportant le championnat, après avoir fini en tête du classement, avec un seul point d'avance sur le tenant du titre et sur le KÍ Klaksvík. Le GI Gota réalise également le doublé Coupe-championnat en s'imposant en finale de la Coupe des îles Féroé face au Royn Hvalba, un club de 2. Deild. Ce sont les tout premiers titres de l'histoire du club.
En bas du classement, le TB Tvoroyri, plusieurs fois champion national, échappe de peu à la relégation, il laisse la dernière place au promu, le MB Midvagur pour un écart d'un seul point.

## Les clubs participants
- B36 Tórshavn
- B68 Toftir
- GI Gota
- HB Tórshavn - Tenant du Titre
- KÍ Klaksvík
- LIF Leirvik
- MB Midvagur - Promu de 2. Deild
- TB Tvøroyri

## Compétition

### Classement
Le barème de points servant à établir le classement se décompose ainsi :
- Victoire : 2 points
- Match nul : 1 point
- Défaite : 0 point

| Rang | Équipe          | Pts | J  | G | N | P | Bp | Bc | Diff |
| ---- | --------------- | --- | -- | - | - | - | -- | -- | ---- |
| 1    | GI Gota (C)     | 19  | 14 | 9 | 1 | 4 | 31 | 18 | +13  |
| 2    | HB Torshavn (T) | 18  | 14 | 8 | 2 | 4 | 23 | 12 | +11  |
| 3    | KÍ Klaksvík     | 18  | 14 | 7 | 4 | 3 | 29 | 21 | +8   |
| 4    | B68 Toftir      | 14  | 14 | 5 | 4 | 5 | 19 | 19 | 0    |
| 5    | B36 Tórshavn    | 13  | 14 | 5 | 3 | 6 | 20 | 26 | -6   |
| 6    | LIF Leirvik     | 11  | 14 | 4 | 3 | 7 | 16 | 22 | -6   |
| 7    | TB Tvoroyri     | 10  | 14 | 5 | 0 | 9 | 20 | 22 | -2   |
| 8    | MB Midvagur (P) | 9   | 14 | 3 | 3 | 8 | 19 | 37 | -18  |

|  | Vainqueur du championnat 1983                                                                    |
|  | Relégation en 2. Deild                                                                           |
|  | (T) Tenant du titre (C) Vainqueur de la Coupe des îles Féroé (P) Club promu de deuxième division |

### Résultats[n 1]
| Résultats (▼dom., ►ext.) | B36 | B68 | GÍG | HB  | KÍ  | LIF | MBM | TBT |
| B36 Tórshavn             |     | 2-1 | 2-3 | 1-0 | 1-3 | 3-3 | 0-4 | 3-1 |
| B68 Toftir               | 0-0 |     | 3-1 | 0-1 | 2-2 | 1-0 | 1-1 | 3-1 |
| GI Gota                  | 4-1 | 1-1 |     | 2-1 | 5-1 | 0-2 | 3-1 | 1-0 |
| HB Tórshavn              | 2-1 | 3-1 | 0-1 |     | 2-0 | 2-0 | 4-0 | 2-0 |
| KÍ Klaksvík              | 1-2 | 3-1 | 4-2 | 0-0 |     | 1-1 | 4-4 | 2-0 |
| LIF Leirvik              | 2-0 | 3-1 | 0-1 | 1-1 | 1-2 |     | 2-1 | 0-3 |
| MB Midvagur              | 0-0 | 1-3 | 0-6 | 3-0 | 0-5 | 3-1 |     | 0-3 |
| TB Tvøroyri              | 3-1 | 0-1 | 2-1 | 2-5 | 0-1 | 3-0 | 5-1 |     |

## Bilan de la saison
| Championnat des îles Féroé de football 1983 |                     |
| Champion                                    | GI Gota (1er titre) |
| Coupes et trophées                          |                     |
| Vainqueur de la Coupe des îles Féroé 1983   | GI Gota             |
| Promotions et relégations                   |                     |
| Promus en 1. deild                          | NSI Runavik         |
| Relégués en 2. deild                        | MB Midvagur         |